# コロリーナ
コロリーナ（伊: Colorina）は、イタリア共和国ロンバルディア州ソンドリオ県にある、人口約1,400人の基礎自治体（コムーネ）。

## 地理

### 位置・広がり
ソンドリオ県中部のコムーネ。モルベーニョから東へ13km、県都ソンドリオから西南西へ11km、州都ミラノから北北東へ87kmの距離にある。

#### 隣接コムーネ
隣接するコムーネは以下の通り。
- ベルベンノ・ディ・ヴァルテッリーナ
- ブーリオ・イン・モンテ
- フォルコラ
- フジーネ

### 地勢・地形
- 河川：アッダ川

### 地震分類
イタリアの地震リスク階級 (it) では、3 に分類される
。

## 行政

### 山岳部共同体
広域行政組織である山岳部共同体「ヴァルテッリーナ・ディ・ソンドリオ山岳部共同体」 (it:Comunità montana della Valtellina di Sondrio) （事務所所在地: ソンドリオ）を構成するコムーネの一つである。

### 分離集落
コロリーナには、以下の分離集落（フラツィオーネ）がある。
- Poira, Colorina Centro, Valle, Selvetta, Piani, Rodolo